# 1159
1159 (MCLIX) je bilo navadno leto, ki se je po julijanskem koledarju začelo na četrtek.

## Dogodki

### Evropa

#### Drugi italijanski pohod 1158-62
- Lombardija: meščani Cremone prepričajo rimsko-nemškega cesarja in njihovega zaveznika Friderika Barbarosso, da zaradi spora napade sosednje mesto Crema, kar bi služilo kot svarilo proticesarskemu jedru upora v Milanu. ↓
- 2. februar → Potek ultimata, ki ge je dal Friderik Barbarossa meščanom Creme, da naj sami porušijo obzidje svojega mesta. Barbarossa ukaže pobiti prej izmenjane talce iz Cremone, nakar meščani Cremone storijo isto.

- Papež Hadrijan IV. izobči cesarja Friderika Barbarosso. ↓
- 7. september → Umrlega papeža Hadrijana IV. nasledi Aleksander III., 170. papež po seznamu.[1] In hkrati:
  - cesar Friderik I. Barbarossa, ki oblega mesto Crema, zahteva od novega papeža, da pride v Pavijo in se podredi. Aleksander III. cesarja zavrne.
  - Manjšina predvsem nemških kardinalov si izvoli za novega papeža oziroma protipapeža Viktorja IV.[2]
  - Položaj novega papeža Aleksandra III. je v prvem letu pontifikata kritičen, saj Aleksandra III. priznajo zgolj  Španija, Portugalska in Sicilija. Vse ostale evropske kraljevine priznajo Viktorja IV.
- oktober - Obleganje Creme: med oblegovalci cesarja Frederika Barbarosse in obleganci iz mesta Creme poteka prava podzemna vojna. Oblegovalci poskušajo spodkopati obzidje, obleganci bi se radi dokopali do njih in jim to preprečili. V mestu pustoši huda lakota. 1160 ↔

#### Ostali dogodki po Evropi
- januar - Umrlega kölnskega nadškofa Friderika II. Berškega, ki je umrl konec prejšnjega leta, nasledi Rejnald iz Dassla, ki je hkrati kancler Italije.
- Angleški kralj Henrik II. se poskuša polastiti grofije Toulouse v južni Franciji, ker jo jemlje kot dednino njegove soproge Eleanore Akvitanske v okviru Vojvodine Akvitanije. ↓
- → Francoski kralj Ludvik VII. je že vnaprej pričakoval to Henrikovo potezo, zato je obiskal touluškega grofa Rajmonda V.. Kralj Henrik II., ki je vsaj v Franciji tudi vazal Ludviku VII., noče tvegati odprtega spopada z Ludvikom, zato se znese nad podeželjem.
- Rekonkvista: portugalski kralj Afonz I. osvoji mavrski mesti Évora in Beja.
- Danski kralj Valdemar I. napove vojno slovanskim piratom (Vendom), ki plenijo po danski obali.
- Peter Lombard postane nadškof Pariza.

### Azija

#### Bližnji vzhod
- Bizantinski cesar Manuel I. Komnen nadaljuje z več kot 30.000 glavo vojsko pohod proti Antiohiji, da bi discipliniral kontroverznega antiohijskega kneza Rejnalda Chatillonskega. Le-ta se zaveda, da proti cesarju in njegovi vojski nima nobenih možnosti, zato se poskusi Manuelu prilizniti s ponižno pokoro, kar cesar izkoristi za Rejnaldovo javno ponižanje. ↓
  - Manuel zahteva od Rejnalda nastavitev ortodoksnega patriarha, drugače ni nobenih drugih sankcij.
- 12. april → Velika parada bizantinske vojske skozi mesto Antiohija: na konju, ki ga vodi Rejnald, je cesar Manuel, peš sledi jeruzalemski kralj Baldvin III.
- Po odhodu iz Antiohije se bizantinska vojska usmeri proti Edesi, ki ji vlada sirski vladar Nur ad-Din. Le-ta v diplomatski bistroumnosti sklene skupno zavezništvo z Bizantinci proti Seldžukom Sultanata Rum, kar močno razočara križarje.
  - V dokaz dobre volje Nur ad-Din izpusti več kot 6.000 krščanskih vojnih ujetnikov še iz druge križarske vojne.
- Med vračanjem čez Anatolijo pade bizantinska vojska v seldžuško zasedo, vendar napadalce porazi. 
  - To je bil zadnji pohod bizantinske vojske čez Anatolijo in razkazovanje bizantinske moči na Bližnjem vzhodu.
- V Nur ad-Dinovem zaporu v Alepu umre edeški grof Joscelin II. Edeški po skoraj desetletju desetletju hiranja v temnici. Titularen naziv edeškega grofa nasledi sin Joscelin III.

#### Daljni vzhod
- december - Poglavar Taira Kijomori, podpornik cesarja Nidža, se odpravi na daljše romanje, njegovo odsotnost pa izkoristi klan Minamoto. Dogodek je povod za kratko državljansko vojno med najmočnejšima klanoma Taira in Minamoto. 1160 ↔

### Afrika
- Almohadi zavzamejo Tunis in s tem skrčijo italonormansko Kraljevino Afriko na prestolnico Mahdijo.

## Rojstva
Neznan datum
- Jošicune Minamoto, japonski bojevnik († 1189)
- Konrad II., lužiški mejni grof († 1210)

## Smrti
- 30. maj - Vladislav II. Izgnanec, vojvoda Šlezije in veliki vojvoda Poljske (* 1105)
- 29. avgust - Berta Sulzbaška, nemška princesa, bizantinska cesarica, soproga Manuela I. Komnena
- 1. september - papež Hadrijan IV. (* 1100)
- 11. oktober - Vilijem Bloiški, grof Boulogne in angleški grof Surreya (* 1137)

Neznan datum
- Joscelin II., edeški grof (* ni znano)